# Happy! (ラジオ番組)
『Happy!』（ハッピー）は、2011年9月5日から2013年3月29日までエフエム滋賀 (e-radio) で放送されていたラジオ番組。
月曜 - 金曜の週5日間毎日放送されていたワイド番組である。本番組の放送開始により、1998年春から月曜 - 木曜と金曜それぞれで別の番組が放送されていたe-radio平日午前のワイド番組枠が統合された。2011年度下半期からの番組であるが、同年秋の改編に合わせてのスタートではなく9月第2週にまで前倒しして始められた。

## 放送時間
いずれも日本標準時。
- 月曜 - 木曜 7:30 - 12:55、金曜 7:30 - 11:00（2011年9月5日 - 2012年3月30日） - この当時は、金曜放送分のみが午前中だけの放送であった。
- 月曜 - 木曜 7:30 - 12:55、金曜 7:30 - 13:00（2012年4月2日 - 2012年12月7日） - 金曜放送分が120分拡大。
- 月曜 - 火曜 7:30 - 12:50、水曜 - 木曜 7:30 - 12:55、金曜 7:30 - 13:00（2012年12月10日 - 2013年3月29日） - 『元気な「滋賀の農業」広め隊』の放送開始により、月曜・火曜放送分がそれぞれ5分縮小[1][2]。

途中、8:00 - 8:20にはJFN系番組の『SUZUKI Breakfast News』（『Weather Guide』のコーナーも含む）と『Honda Smile Mission』が、11:00 - 11:30には『赤坂泰彦のディア・フレンズ』→『坂本美雨のディア・フレンズ』（月曜 - 木曜）と『松任谷由実のYuming Chord』（金曜）が放送されていた。

## パーソナリティ
- キダユカ - 月曜・火曜を担当。番組の終了後にスタートした『style!』にも引き続き出演し、2017年3月まで同じ曜日を担当していた。
- 木谷美帆 - 水曜・木曜を担当。
- 井上麻子 - 金曜を担当。井上も引き続き『style!』に出演し、2018年3月まで同じ曜日を担当していた。